# Vicente Cervantes
Vicente Cervantes Mendo (* 1758 in Ledrada, Provinz Salamanca; † 28. Juli 1829 in Mexiko-Stadt) war ein spanischer Botaniker.
Sein botanisches Autorenkürzel lautet „Cerv.“  

## Leben und Wirken
Lange Zeit galt die Stadt Zafra in der Extremadura als der Geburtsort und 1755 als das Geburtsjahr von Vicente Cervantes, es gab jedoch keine Belege dafür. Vor einigen Jahren fand man im Kirchenbuch der Gemeinde San Miguel Arcángel in Ledrada einen Vermerk zu seiner Geburt. Die Mutter von Vicente Cervantes stammte aus Ledrada, sein Vater war dort als Arzt tätig. Man geht davon aus, dass Cervantes in Ledrada aufwuchs, seine Geschwister wurden ebenfalls dort getauft.
Vicente Cervantes studierte in Madrid. Während des Studiums absolvierte er Praktika in einer der Hofapotheken und im Real Jardín Botánico de Madrid. Nach seinem Abschluss in Pharmazie war er als Apotheker am Madrider Hospital General tätig.
Im Jahre 1785 begann der aus Aragonien stammende Arzt Martín Sessé y Lacasta (1751–1808) eine wissenschaftliche Expedition nach Neuspanien (Mexiko) vorzubereiten. Sie sollte die Natur des Landes erkunden, aber auch der wissenschaftlichen Lehre in diesem Vizekönigreich neue Impulse verleihen sowie die Kenntnisse der Ärzte und Apotheker dort auf einen aktuellen Stand bringen. Bei der Auswahl der Expeditionsteilnehmer war Casimiro Gómez Ortega (1741–1818), Botanikprofessor und Leiter des Real Jardín Botánico, maßgeblich beteiligt. In Mexiko-Stadt sollte der erste Botanik-Lehrstuhl Amerikas eingerichtet werden, für dessen Besetzung fiel die Wahl auf Vicente Cervantes.
Sessé wurde zum Leiter des offiziell Real Expedición Botánica a la Nueva España (Königliche Botanische Expedition nach Neuspanien) genannten Unternehmens bestellt. Weitere Teilnehmer waren der Anatom und Chirurg José Longinos Martínez sowie die Apotheker Jaime Senseve und Juan del Castillo. Zwei junge mexikanische Maler und Absolventen der Academia de San Carlos, Vicente de la Cerda und Atanasio Echevarría, begleiteten die Expedition und halfen bei der Dokumentation der Ergebnisse. Ausgehend von Mexiko-Stadt wurden Kampagnen durchgeführt, die getrocknete Pflanzen, Tierpräparate, Bildtafeln, Zeichnungen und Mineralien mitbrachten. In Mexiko-Stadt wurden sie untersucht und klassifiziert.
Cervantes reiste Ende 1787 nach Mexiko, dort begann er gemeinsam mit Sessé gleich mit der Suche nach einem geeigneten Standort für den geplanten botanischen Garten. Nach einer kurzen Vorbereitungszeit wurde der Jardín Botánico de la Ciudad de México am 1. Mai 1788 eingeweiht, Direktor des Gartens war Sessé. Am nächsten Tag hielt Cervantes seine Antrittsvorlesung über die verschiedenen Klassifikationssysteme in der Geschichte der Botanik und die Vorteile des Systems nach Linné. Drei Tage später begann er, reguläre Botanikvorlesungen abzuhalten. Einige seiner Studenten wurden später selbst zu bedeutenden Botanikern, wie José Mariano Mociño, der sich 1789 der Expedition anschloss.
Die in Mexiko einheimischen Wissenschaftler standen der Königlichen Botanischen Expedition teils reserviert gegenüber, da sie neuartige und reformerische Ideen ins Land brachte. Sie sollte unter anderem die von Carl von Linné entwickelte binäre Nomenklatur in Mexiko bekannt machen. Dies führte zu einem heftigen Streit zwischen Cervantes und José Alzate (1737–1799), einem mexikanischen Botaniker, der sich gegen die Einführung der binären Nomenklatur sträubte. Cervantes versuchte neue Ideen zu verbreiten, indem er beispielsweise Lavoisiers „Traité élémentaire de chimie“ ins Spanische übersetzte. Die Rivalität zwischen Alzate und Cervantes wurde 1790 beigelegt, danach entwickelte sich eine fruchtbare Zusammenarbeit.
Vicente Cervantes blieb auch nach der Rückkehr der anderen Expeditionsteilnehmer 1803 als Lehrstuhlinhaber und Direktor des Botanischen Gartens in Mexiko. Neben seiner Lehrtätigkeit war er mit Forschungsarbeiten beschäftigt. Außerdem war er von 1791 bis 1809 mit der Leitung der Apotheke des Hospital General de San Andrés betraut, später eröffnete er in der Calle del Relox eine eigene Apotheke. Er setzte sich ohne Erfolg dafür ein, dass in Neuspanien Pharmazie an den Universitäten gelehrt werden sollte.
Neben etwa 300 Erstbeschreibungen neuentdeckter Pflanzen veröffentlichte Cervantes 15 größere Werke. Darunter sind besonders der „Ensayo a la Materia Médica Vegetal de México“ hervorzuheben sowie seine Beiträge zu „Plantae Novae Hispaniae“ und „Flora Mexicana“, die die Ergebnisse der Expedition zusammenfassten.
Nach der von Agustín de Itúrbide am 28. September 1821 proklamierten Unabhängigkeit Mexikos wurden viele Spanier, die diese Unabhängigkeit nicht anerkennen wollten, per Dekret ausgewiesen. Auf Vicente Cervantes wurde dieses Dekret in Anerkennung seiner wissenschaftlichen Arbeit nicht angewendet. Er blieb bis zu seinem Tod im Jahre 1829 in Mexiko.

## Ehrungen
Durch Ruiz und Pavón wurde die Gattung Cervantesia aus der Familie der Sandelholzgewächse nach Vicente Cervantes benannt.
- Autoreintrag für Vicente Cervantes beim IPNI

## Einzelbelege
1. 1 2  Emilio Cervantes: Doscientos cincuenta aniversario del nacimiento de Vicente Cervantes y doscientos veinte de la fundación del Jardín Botánico de la Ciudad de México. 10. März 2008, abgerufen am 14. April 2008
2. ↑  La Gaceta: La villa celebrará en noviembre el 250 aniversario de Vicente Cervantes. Tageszeitung vom Sonntag, 9. März 2008, S. 25
3. 1 2  José Luis Maldonado Polo: La expedición botánica a Nueva España, 1786-1803: El Jardín Botánico y la Cátedra de Botánica. Historia Mexicana, Nr. 001, S. 5–56, 2000
4. ↑   Lotte Burkhardt: Verzeichnis eponymischer Pflanzennamen. Erweiterte Edition. Botanic Garden and Botanical Museum Berlin, Freie Universität Berlin, Berlin 2018.

| Personendaten    | Personendaten            |
| ---------------- | ------------------------ |
| NAME             | Cervantes, Vicente       |
| ALTERNATIVNAMEN  | Cervantes Mendo, Vicente |
| KURZBESCHREIBUNG | spanischer Botaniker     |
| GEBURTSDATUM     | 1758                     |
| GEBURTSORT       | Ledrada                  |
| STERBEDATUM      | 28. Juli 1829            |
| STERBEORT        | Mexiko-Stadt             |